# Ольшава (приток Моравы)
Ольшава (чеш. Olšava) — река в Чехии (на территории Злинского края), верхний приток Моравы, являющейся левым притоком Дуная. В средние века по реке проходила граница Моравии и Венгерского королевства. Длина реки — 44,9 км. Площадь водосборного бассейна — 520,5 км². Средний расход воды — 2,14 м³/с.
Исток находится на западном склоне горы На концих (652 м) в Белых Карпатах на высоте 622,2 м возле села Питин.
По всей длине поток течёт, главным образом, в западном направлении. На реке Ольшава расположены такие города, как Угерски-Брод, Бойковице. Впадает в реку Морава в районе села Костеляны юго-западнее Угерске-Градиште.

## Галерея
- Ольшава у г. Угерски-Брод
- Природное русло реки
- Наводнение 2006 г.
- Соревнования рыбаков на Ольшаве. 2005
- Разлив Ольшавы в марте 2006 у г. Угерски-Брод
- Сооружение малой ГЭС на Ольшаве. 2006
- Ольшава у г. Угерски-Брод